# Liên đoàn bay
| Cơ cấu Anh                                              | Cơ cấu Mỹ         |
| ------------------------------------------------------- | ----------------- |
| Liên đoàn (group)                                       | Không đoàn (wing) |
| Không đoàn                                              | Liên đoàn         |
| Phi đoàn                                                | Phi đoàn          |
| Phi đội                                                 | Phi đội           |
| Chú thích: thứ tự lớn nhỏ theo chiều từ trên xuống dưới |                   |

Liên đoàn bay (tiếng Anh: group) là thuật từ được nhiều không lực khác nhau sử dụng để chỉ một thành phần trong tổ chức quân sự. Lực lượng của một liên đoàn bay giữa các quốc gia khác nhau thì khá khác nhau. Thuật từ liên đoàn (group) và không đoàn (wing) được sử dụng khác nhau trong các không lực khác nhau trên thế giới và có khi chúng tạo ra sự nhầm lẫn.
Trong Không quân Hoàng gia Anh (RAF) và đa số các không lực khác thuộc Khối thịnh vượng chung Anh, một liên đoàn thường là một đội hình gồm hai hay nhiều không đoàn và mỗi không đoàn có từ hai đến nhiều phi đoàn (squadron). Hiện tại, các liên đoàn bay kiểm soát các trạm không quân (station) mặc dù các liên đoàn không lực viễn chinh kiểm soát trực tiếp các không đoàn viễn chinh. Liên đoàn bay trực thuộc một bộ tư lệnh (hay trong lịch sử, chúng trực thuộc một không lực chiến thuật).
Ngược lại trong Không quân Pháp, một liên đoàn có thể chỉ có một phi đoàn (escadron).
Tương tự Pháp, trong Không quân Hoa Kỳ và Thủy quân lục chiến Hoa Kỳ, một liên đoàn bay là một đội hình gồm có ít nhất 2 phi đoàn. Hai hay nhiều liên đoàn hình thành nên một không đoàn.
Tóm lại một liên đoàn bay của Anh tương đương một không đoàn của Hoa Kỳ và nó tương đương một trung đoàn hay lữ đoàn lục quân. Ngược lại một không đoàn bay của Anh tương đương một liên đoàn bay của Hoa Kỳ (hay một tiểu đoàn lục quân).